# Oligia tripunctata
Oligia tripunctata är en fjärilsart som beskrevs av Fletcher 1961. Oligia tripunctata ingår i släktet Oligia och familjen nattflyn. Inga underarter finns listade i Catalogue of Life.